# Halve cosinus versus
De halve cosinus versus aangeduid met {\displaystyle \mathrm {hacoversin} }, van een scherpe hoek {\displaystyle \theta } in een rechthoekige driehoek is een goniometrische functie, gedefinieerd als volgt: 
{\displaystyle {\textrm {hacoversin}}(\theta )=\sin ^{2}\left({\frac {{\frac {\pi }{2}}-\theta }{2}}\right)=\sin ^{2}\left({\frac {\pi }{4}}-{\frac {\theta }{2}}\right)}
De halve cosinus versus werd vroeger vaak gebruikt in de astronomie, navigatiekunde en binnen de wiskunde in de boldriehoeksmeting, maar wordt nu onder andere door de computertechniek nog zelden maar gebruikt. Goniometrische tabellen werden overbodig, dus ook alle functies die, zoals de halve cosinus versus, gemakkelijk uit andere functies konden worden afgeleid, in dit geval de sinus.
Het verband tussen de cosinus versus en de halve cosinus versus kan als volgt worden gegeven:
{\displaystyle {\textrm {hacoversin}}(\theta )={\frac {{\textrm {coversin}}(\theta )}{2}}}
Het verband tussen de halve sinus versus en de halve cosinus versus kan als volgt worden uitgedrukt:
{\displaystyle {\textrm {hacoversin}}(\theta )={\textrm {haversin}}\left({\frac {\pi }{2}}-\theta \right)}